# Pedro Montealegre Latorre
Pedro Montealegre Latorre (Santiago de Chile, 1975 - 2015) fue un poeta chileno.

## Biografía
Después de cursar estudios secundarios en el Colegio Germania del Verbo Divino de Puerto Varas, en 1994 ingresó en la Escuela de Periodismo de la Universidad Austral de Chile. En 2001 se trasladó a Valencia, y durante más de diez años residió en Manises. En este tiempo cursó el doctorado en Lengua y Literatura Hispánicas en la Universidad Jaime I de Castellón, y al mismo tiempo se integró en la Unión de Escritores del País Valenciano, obtuvo el premio César Simón de 2005 por su libro La palabra rabia, y participó en Valencia en actividades literarias en el café El Dorado y en la librería Primado, donde impartió un taller de poesía. Se relacionó con grupos de poetas de tendencia anticapitalista, como los de la autodenominada «poesía de la conciencia», con los cuales participó en uno de sus encuentros anuales en Huelva, recogido en la antología Voces del extremo. Poemas suyos han sido incluidos también en varias otras antologías, en España y América. Volvió a Chile el 31 de diciembre de 2013, y se suicidó el 11 de enero de 2015, a los 39 años.

## Obras
- Santos subrogantes, Valdivia, Universidad Austral de Chile, 1999
- La palabra rabia, Valencia, Denes, 2005
- El hijo de todos, Logroño, Ed. del 4 de agosto de 2006
- Transversal, México, El Billar de Lucrecia, 2007
- Animal escaso, Las Palmas de Gran Canaria, Idea, 2010
- La pobre prosa humana, Madrid, Amargord, 2012
- Retrocometa, Santiago de Chile, Garceta ediciones, 2015
- Buenas noches, buenos días, Santiago de Chile, Pez Espiral, 2015
- Opus Morbo, Santiago de Chile, Cuadro de tiza, 2017